# Lake Mykee Town
Lake Mykee Town és una població dels Estats Units a l'estat de Missouri. Segons el cens del 2000 tenia 326 habitants.

## Demografia
Segons el cens del 2000, Lake Mykee Town tenia 326 habitants, 117 habitatges, i 104 famílies. La densitat de població era de 662,5 habitants per km².
Dels 117 habitatges en un 37,6% hi vivien nens de menys de 18 anys, en un 77,8% hi vivien parelles casades, en un 7,7% dones solteres, i en un 10,3% no eren unitats familiars. En el 9,4% dels habitatges hi vivien persones soles el 3,4% de les quals corresponia a persones de 65 anys o més que vivien soles. El nombre mitjà de persones vivint en cada habitatge era de 2,79 i el nombre mitjà de persones que vivien en cada família era de 2,96.
Per edats la població es repartia de la següent manera: un 27,3% tenia menys de 18 anys, un 6,7% entre 18 i 24, un 24,2% entre 25 i 44, un 30,4% de 45 a 60 i un 11,3% 65 anys o més.
L'edat mediana era de 39 anys. Per cada 100 dones de 18 o més anys hi havia 99,2 homes.
La renda mediana per habitatge era de 56.667 $ i la renda mediana per família de 60.556 $. Els homes tenien una renda mediana de 35.938 $ mentre que les dones 28.750 $. La renda per capita de la població era de 20.374 $. Entorn del 2% de les famílies i el 3,7% de la població estaven per davall del llindar de pobresa.

## Poblacions més properes
El següent diagrama mostra les poblacions més properes.